# スドマ川
スドマ川（スドマがわ、ロシア語: Судома）はロシアのプスコフ州を流れる川である。
長さは65km、流域面積は480km2、シィローニ川(ru)の河口から178kmの地点でシィローニ川左岸に合流する。その後スドマ川の水はシィローニ川を経由してネヴァ川に流れ込む。スドマ川の支流には、河口から14km地点で左岸に流れ込むフメリカ川、30km地点で右岸に流れ込むコヴィリチャ川、51km地点で左岸に流れ込むロコンカ川がある。
川の名前の由来は、審判の儀式の場所という意味だと推測される。なお、現代ロシア語ではСудは裁判を意味する。また、この河川の最も古い入植者はクリヴィチ族と考えられている。1021年にはポロツク公ブリャチスラフが、ヤロスラフ1世の軍に敗れている（スドマ川の戦い）。第二次世界大戦中には、この地域でナチス・ドイツ軍と、第三レニングラード・パルチザン旅団
（3-я Ленинградская партизанская бригада）が、Soviet rail war (1942年-1944年)の指揮を執った。